# Europese weg 24
De Europese weg 24 of E24 is een Europese weg die loopt van Birmingham naar Ipswich. De E24 ligt in Groot-Brittannië en is in totaal 254 km lang.

## Plaatsen langs de E24
Groot-Brittannië
- Birmingham
- Coventry
- Rugby
- Kettering
- Cambridge
- Bury St. Edmunds
- Ipswich